# Corpora arenacea

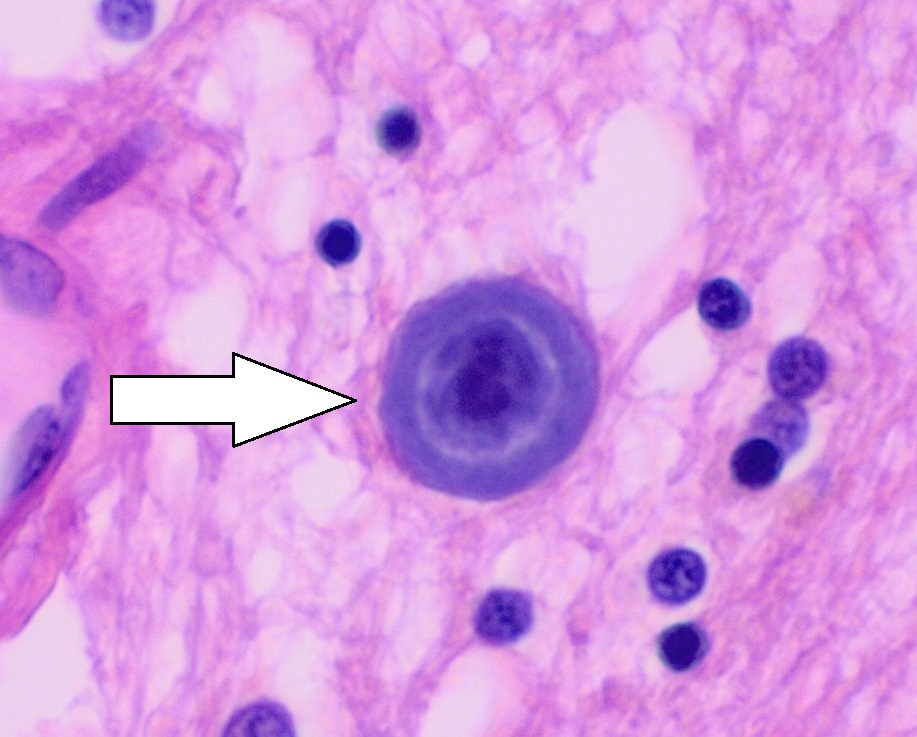
Histopathologie du sable cérébral (corpus arenaceum) dans la substance blanche cérébrale. Coloration à l'hématoxyline et à l'éosine

Corpora arenacea,, aussi appelé acervuli  ou sable cérébral (brain sand) ou corpus arenaceum , ou concrétions de la pinéale ou corps de psammoma sont des structures calcifiées situées dans la glande pinéale ou d'autres zones du cerveau comme le plexus choroïdes. 

## Composition
Une étude indique que l'acervuli est principalement composés de sels de calcium et de magnésium. Plusieurs études indiquent que l'acervuli est principalement composé de phosphate et de calcium,: notamment le phosphate de calcium, le phosphate de magnésium, le carbonate de calcium et le phosphate d'ammonium.
La concentration de corpora arenacea augmente avec l'âge.